# Selm
Selm è una città di 25 983 abitanti della Renania Settentrionale-Vestfalia, in Germania.
Appartiene al circondario (Kreis) di Unna (targa UN).
Selm si fregia del titolo di "Media città di circondario" (Mittlere kreisangehörige Stadt).